# Couteau de bronze

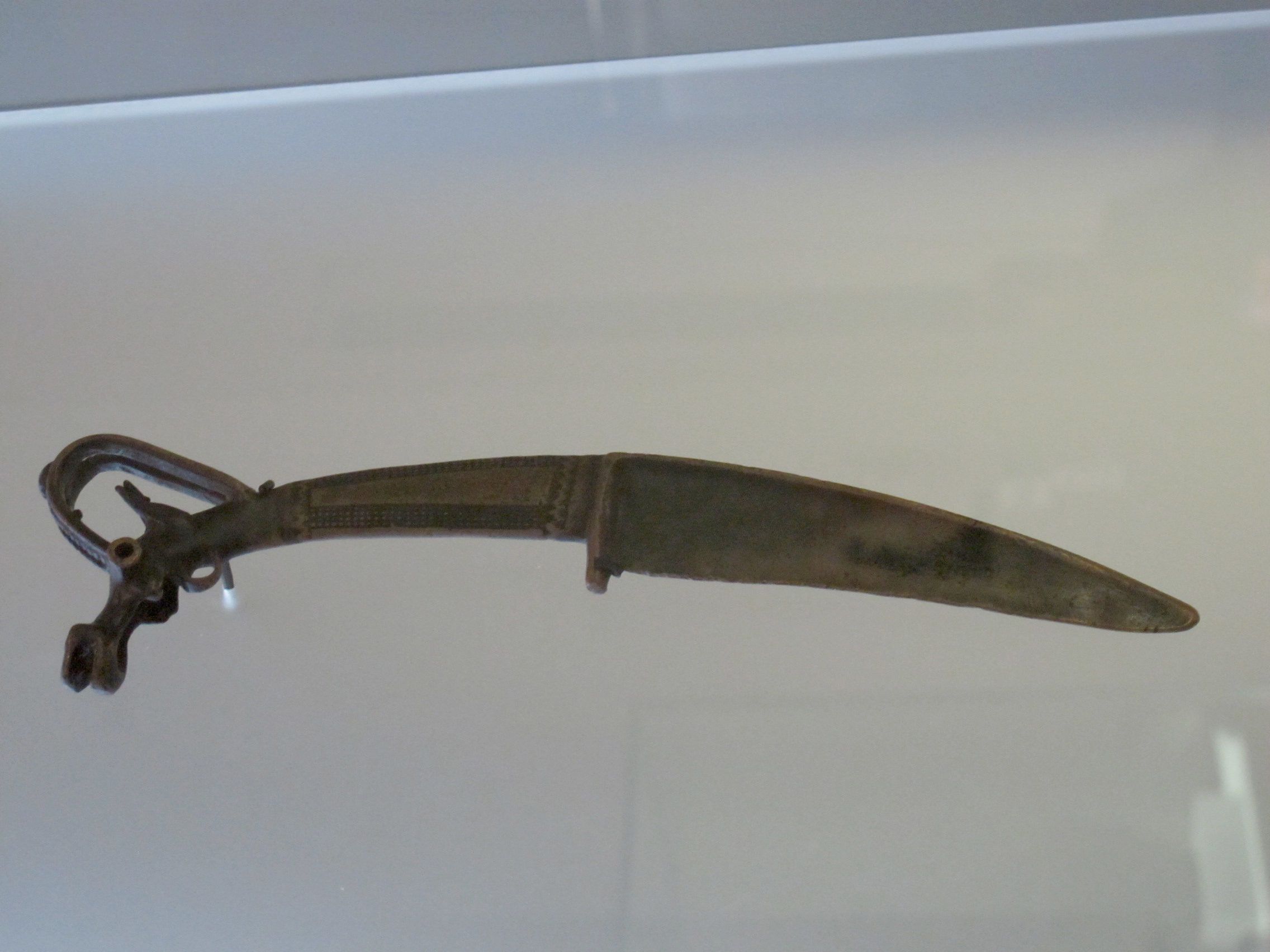
Couteau de la dynastie Shang, Musée Cernuschi, Paris.

Les couteaux de bronze sont des couteaux courbés, que l'on retrouve dans différents pays d'Europe et d'Asie à l'âge du bronze.